# Makra László
Makra László (Siklós, 1952. június 5. –) klimatológus, egyetemi tanár. Kutatási területe a pollenklimatológia, ezen belül a parlagfűpollen klimatikus kapcsolatrendszerének, valamint a pollenkoncentráció és a légúti betegségek kapcsolatának a vizsgálata.

## Életpályája
1970-ben érettségizett Komlón, majd 1971-ben beiratkozott a szegedi József Attila Tudományegyetem Természettudományi Karának matematika-földrajz szakára. Itt szerzett diplomát 1976-ban. Ezután az egyetem Éghajlattani Tanszékén lett tanársegéd. 1996-tól ugyanott egyetemi docens, majd 2015-től a Szegedi Tudományegyetem Mezőgazdasági Karán, a Gazdálkodási és Vidékfejlesztési Intézetben dolgozik Hódmezővásárhelyen. 2016-tól egyetemi tanár.
Egyetemi doktori értekezését 1978-ban, PhD disszertációját 1995-ben védte meg, 2004-ben habilitált a Debreceni Egyetemen. Több hetet töltött tanulmányutakon Indonéziában (Yogyakarta, 1989), Kínában Peking, 1993; Guangzhou (Kanton), 1995 és Csehországban (Brno, 1996). Több hazai periodika szerkesztő bizottságának tagja; egy nemzetközi folyóirat szerkesztője; szerkesztő bizottsági tag hét nemzetközi folyóiratban, továbbá az International Ragweed Society (=Nemzetközi Parlagfű Társaság) vezetőségi tagja 2014 április óta.

## Munkássága
Fő kutatási területe a háttér aeroszol és a bio-aeroszol, utóbbin belül a pollenek klimatikus kapcsolatrendszere: a pollenklimatológia. Ez viszonylag új tudományterület a nemzetközi szakirodalomban, Magyarországon pedig teljesen új területnek számít. Kutatási tevékenysége a pollenklimatológián belül a pollenstatisztika; a pollentranszport modellezése; a pollenkoncentráció előrejelzése, a pollenkoncentráció és a légúti betegségek kapcsolatának a vizsgálata; különböző taxonok klímaérzékenység vizsgálata; továbbá a várható jövőbeni pollenkoncentrációk a klímaváltozással összefüggésben.

### Fontosabb eredményei
Sikeres műszeres terepi kutató expedíciókat vezetett Belső-Ázsiába (Kína, Hszincsiang-Ujgur Autonóm Terület, 1990; 1994), Indonéziába (Jáva, Bali, 1996) és Dél-Amerikába (Brazília, 1998) a regionális háttér aeroszol elemi összetételének a meghatározására. Az általa gyűjtött levegőmintákat munkatársaival a Magyar Tudományos Akadémia Debreceni Atommagkutató Intézetében dolgozták fel.

### Az expedíciók főbb eredményei

#### Kína expedíciók (1990, 1994)
(a) a regionális aeroszol magas kén- és klórtartalma természetes (kősó, glaubersó, gipsz) eredetű, s az a széleskörű és intenzív sófelhalmozódás következménye a száraz, lefolyástalan Tárim medencében;
(b) a Takla-Makán térségéből származó Si/Fe, illetve Ca/Fe elemi arányok markerként használhatók a Takla Makánból származó aeroszol hosszú távú transzportjának nyomon követésére (lásd: „sárga szél” jelenség Kína középső és keleti része fölött, „KOSA”-jelenség Japán, a Csendes-óceán, illetve Észak-Amerika fölött).

#### Indonéziai expedíció (1996)
(a) a klór, a kén, a réz, a cink és a króm számottevően föl vannak dúsulva a légköri aeroszolban mind Jáva, mind Bali szigetén;
(b) a klór legnagyobb része óceáni eredetű (óceáni permet);
(c) a kén részben antropogén eredetű, részben a tenger biogén emissziójából származik;
(d) a réz, a cink és a króm feltételezhetően talaj eredetű.

## Pollenklimatológia
Makra László a pollenklimatológia magyarországi megteremtője. A szálló por és bio-aeroszol transzportjának nemzetközileg elismert kutatója. Azonosította a Kárpát-medencébe történő nagy távolságú parlagfűpollen transzport legfontosabb forrásterületeit. Kidolgozott egy eljárást a szálló por és a parlagfűpollen nagy távolságú és regionális transzportjának a szétválasztására, továbbá meghatározta a transzport komponenseit és a nettó transzport relatív mennyiségét a Kárpát-medencében. Nemzeti adatszolgáltatók közreműködésével előállította Európára az eddigi legnagyobb parlagfűpollen adatbázisokat, melyek az első átfogó, kontinens léptékű parlagfűpollen tanulmányok alapját képezték. Munkatársaival több modellt fejlesztett ki a napi parlagfűpollen koncentráció előrejelzésére. A szakirodalomban újnak számító eljárásokat alkalmazott a légúti megbetegedéseknek a meteorológiai, kémiai és biológiai változókon alapuló tanulmányozására. A nemzetközi szakirodalomban előrejelzett éghajlatváltozást alapul véve meghatározta, mely taxonok pollenszórásában várható szignifikáns növekedés a Kárpát-medencében. Előállította a parlagfűpollen mennyiségi és fenológiai paramétereinek eddigi legátfogóbb és legrészletesebb, s utóbbiak első térképeit Európára.
Makra László a SZTE Környezettudományi Doktori Iskolájának törzstagja és a SZTE Földtudományi Doktori Iskola témakiírója, téma-vezetettjei közül három fő szerzett PhD fokozatot. Több mint háromszáz tudományos publikáció szerzője, vagy társszerzője. Tudományos közleményeit angol és magyar nyelven adja közre.

## Főbb publikációi
- Enrichment of desert soil elements in Takla Makan dust aerosol (társszerző, 2002)
- Meteorological variables connected with airborne ragweed pollen in Southern Hungary (társszerző, 2004)
- Selections from the history of environmental pollution, with special attention to air pollution (társszerző, 2004)
- The history and impacts of airborne Ambrosia (Asteraceae) pollen in Hungary (társszerző, 2005)
- Airborne pollen in three European cities: Detection of atmospheric circulation pathways by applying three-dimensional clustering of backward trajectories (társszerző, 2010)
- Forecasting ragweed pollen characteristics with nonparametric regression methods over the most polluted areas in Europe (társszerző, 2011)
- Monitoring the long-range transport effects on urban PM10 levels using 3D clusters of backward trajectories (társszerző, 2011)
- Multivariate analysis of respiratory problems and their connection with meteorological parameters and the main biological and chemical air pollutants (társszerző, 2011)
- Assessment of the Daily Ragweed Pollen Concentration with Previous-Day Meteorological Variables Using Regression and Quantile Regression Analysis for Szeged, Hungary (társszerző, 2011)
- Trends in the characteristics of allergenic pollen circulation in Central Europe based on the example of Szeged, Hungary (társszerző, 2011)
- Association of allergic asthma emergency room visits with the main biological and chemical air pollutants (társszerző, 2012)
- Climate sensitivity of allergenic taxa in Central Europe associated with new climate change – related forces (társszerző, 2013)
- Characterizing and evaluating the role of different transport modes on urban PM10 levels in two European cities using 3D clusters of backward trajectories (társszerző, 2013).
- Predicting daily ragweed pollen concentrations using computational intelligence techniques over two heavily polluted areas in Europe (társszerző, 2014)
- Association of allergic rhinitis or asthma with pollen and chemical pollutants in Szeged, Hungary, 1999-2007 (társszerző, 2014)
- Ragweed in Eastern Europe. Invasive Species and Global Climate Change (társszerző, 2014)
- A new approach used to explore associations of current Ambrosia pollen levels with current and past meteorological elements (társszerző, 2015)
- Anthropogenic Air Pollution in Ancient Times. History of Toxicology and Environmental Health. Toxicology in antiquity. (2015)
- The history of ragweed in the world (társszerző, 2015)
- Modelling the introduction and spread of non-native species: International trade and climate change drive ragweed invasion (társszerző, 2016)
- Biogeographical estimates of allergenic pollen transport over regional scales: common ragweed and Szeged, Hungary as a test case (társszerző, 2016)

## Vendégszerkesztő
- International Journal of Environment and Pollution, Special Issue: „Air Pollution” (2007-2009)

## Szerkesztőbizottsági tagság
- Acta Climatologica et Chorologica, Universitatis Szegediensis (1995-)
- International Journal of Biometeorology (2012)
- Annals of West University of Timişoara, Series of Biology (Timişoara, Romania, 2013-)
- Journal of Climatology (2013-)
- Archives of Otolaryngology and Rhinology (2014-)
- Science, Technology and Development (2015-)
- Journal of Natural Products Research Updates (2015-)
- Advances in Modern Oncology Research (2015-)[12]

## Szervezeti tagságok
- Magyar Meteorológiai Társaság (1977-)
- Meteorológiai Tudományos Bizottság (1999-)
- Szegedi Területi Bizottság (2001-)

## Díjak, elismerések (válogatás)
- Széchenyi István Ösztöndíj (2001)
- Pro Meteorologia emlékplakett (2002)
- Arany Kréta díj (SZTE, 2005)